# Per sobre de totes les coses
Per sobre de totes les coses o Bare: A Pop Opera (títol original en anglès), és una obra de teatre musical originalment escrita per John Hartmere, amb música de Damon Intrabartolo i orquestració de Deborah Luire. És un musical de rock per a la majoria d'edat amb música de Damon Intrabarolo, lletra de Jon Hartmere i un llibre de Hartmere i Intrabartolo. La història se centra en un grup d'estudiants de secundària i les seves lluites al seu internat catòlic privat. Es va estrenar l'octubre de 2000 a Los Angeles, amb el títol de Bare: A pop opera. Anys més tard, el 2014, Marc Gómez va fer la traducció al català per ser representada al Teatre Gaudí de Barcelona.

## Produccions
El musical va debutar a l'Hudson Theatre de Los Angeles, des del 14 d'octubre de 2000 fins al 25 de febrer de 2001. La producció de Nova York de Bare a l'American Theatre of Actors Off-Broadway, va tenir lloc del 19 d'abril al 27 de maig de 2004. Les produccions de Los Angeles i Nova York van ser dirigides per Kristin Hanggi.
Bare es va estrenar al Canadà l'estiu de 2009 al Hart House Theatre de Toronto, dirigida per Bri Waters. Bare es va estrenar a Sydney el setembre de 2010 al New Theatre, com a part del Sydney Fringe Festival.
Bare també havia estat produït a les Filipines per la Universitat Ateneo de Manila el 2009, amb la presentació inicial organitzada per l'organització de pregrau de teatre musical Ateneo Blue Repertory.
Una nova producció de la versió original s'ha tornat a produir a Los Angeles, aquesta vegada al Hayworth Theatre. Es va estrenar el 6 de setembre de 2013, produït per Topher Rhys i Jamie Lee Barnard per a glory|struck Productions, dirigit per Calvin Remsberg, amb coreografia de Jen Oundjian i direcció musical d'Elmo Zapp.
El 6 de juliol de 2017, Bare va fer la seva estrena a Brighton, una destinació LGBTQ establerta sobrenomenada la "capital gay no oficial del Regne Unit". Produïda per Brief Hiatus, aquesta producció va ser dirigida per Conor Baum amb coreografia de Sarah-Leanne Humphreys, rebent elogis de la crítica.

## Argument[6]

### Acte I
El 6 de gener de 1991, a Massachusetts, els alumnes de l’internat catòlic Saint Thomas es reuneixen per celebrar l’Epifania a la capella de l'escola. Peter, l'estudiant modèlic, s'adorm i cau en un malson en què tots els seus companys l'acusen perquè és homosexual (“Epifania”). Després de la missa, en Peter es troba amb en Jason, el noi més popular de l'internat i amb qui manté una relació secreta, i el convenç perquè es presenti al càsting que es fa a per protagonitzar “Romeu i Julieta” (“Tu i jo”).
Un cop al càsting, en Matt, el delegat de la classe, competeix per poder interpretar a Romeu amb la seva Julieta ideal: Ivy, la noia perfecta. Finalment, el paper protagonista és per a en Jason (“Càsting”), que consola la seva germana, la Nadia, perquè tenia l'esperança de poder interpretar Julieta (“Vaca Burra”).
Aquell mateix dia, en Lucas, l'alumne més esbojarrat de l'internat, explica els plans que té per anar a la discoteca, i presenta les drogues noves que portarà (“La terra de les meravelles”). La Nadia decideix que no hi anirà i es quedarà a casa (“A casa una altra nit”). A la discoteca (“La festa”), en Peter vol que en Jason li faci un petó, però ell s'hi nega fins que no estan sols, perquè ningú pot saber que s'estimen (“Secret mut”). En Matt veu com es fan un petó i l'endemà, els estudiants van a confessar-se davant del mossèn (“Confessionari”).
Durant els assajos, la Nadia deixa en ridícul a l'Ivy, que està enamorada d'en Jason, per la seva suposada promiscuïtat (“Noia del retrat”). Arriba l'aniversari de l'Ivy i en Matt vol preparar-li una festa íntima però, finalment, s'hi presenten tots els amics (“Puta, per molts anys”). En Peter i l'Ivy comencen a coquetejar amb en Jason, a la vegada, i en Matt amb l'Ivy. Finalment, l'Ivy i en Jason es queden sols (“Un sol petó”). En Peter, frustrat perquè en Jason no l'ha escollit, i en Matt, frustrat perquè l'Ivy no li fa cas, van a l'església a buscar consol (“No sé on ets”). En Peter, que ha begut, li confessa a en Matt que manté una relació amb en Jason i sota els efectes de l'alcohol, imagina que se li apareix la Verge i suposadament li diu que ha d'explicar que és homosexual i també ha de dir-ho a la seva mare (“Emergències”).
Un altre dia, mentre assagen “Romeu i Julieta”, el duel d'espases entre en Matt i en Jason es converteix en una baralla real, i  en Matt li diu “marica” davant de tothom (“Mon nom porta la taca”). En Jason es deixa portar la tensió i pressió del moment i li insinua a en Peter que la seva relació ha d'acabar (“Per sempre”). Arriba la primavera (“Flors”) i abans de tornar a casa per vacances, en Jason i l'Ivy passen la nit junts (“Un”). Tots els personatges surten de l'nternat amb moltes preguntes sense resposta, de moment. 

### Acte II
En Peter té un altre malson: imagina el casament entre en Jason i l'Ivy (“Casament”). Encara espantat, en Peter reflexiona sobre la relació que té amb en Jason (“Paper de per vida”). Després de les vacances de Pasqua, els alumnes es retroben a l'internat Saint Thomas (“Al passadís”).
L'Ivy està enamorada d'en Jason i vol tirar endavant amb la relació però ell s'adona que no pot perquè estima a en Peter (“No tinguis por”). Mentrestant, en Peter truca a la seva mare, la Claire, per dir-li que és gai i ella defuig la conversa (“Mira’m”). La Claire penja, trasbalsada i es qüestiona si ella és la responsable de l'orientació sexual del seu fill (“Qui en té la culpa?”).
A dues setmanes de l'estrena,  en Peter substitueix a l'Ivy en un assaig (“Bon pelegrí”). Abans que Peter marxi de la sala d'actes, la germana Chantelle li diu que sap què li preocupa, i que Déu l'ha fet tal com volia (“Déu ho fa tot bé”). La Nadia li pregunta a l'Ivy per què falta als assajos, i ella li diu que està embarassada (“M’he fet gran”). En Peter i en Jason es reconcilien i mentre en Jason prepara el discurs de graduació, l'Ivy li diu que l'ha deixat prenyada. Llavors arriba en Matt i li explica a l'Ivy que en Jason en realitat estima a en Peter (“Pacte”). En Jason no sap què fer davant d'aquesta situació i demana respostes a Déu (“En un temps passat”) i al mossèn, però no sent que ningú li fa costat (“Creu”).
En l'assaig previ a la funció (“Dues cases”), en Peter talla definitivament amb en Jason i el Lucas li ofereix una droga a en Jason per tal que se senti millor. Abans de començar amb la representació, en Peter i en Jason recorden el que han viscut junts (“Nus”) i en Jason pren la droga. Durant el monòleg de Mercútio a “Romeu i Julieta”, en Jason comença a al·lucinar (“Reina Mab”) i mor (“Trista és la pau”).
En Peter demana explicacions al mossèn i l'acusa de no haver escoltat a en Jason (“Absolució”). A la cerimònia de graduació, els personatges es pregunten si podrien haver evitat la mort d'en Jason. Com a discurs final, tots els alumnes alcen les veus i intenten avançar en un món que els ofereix més preguntes que respostes (“Cap veu”).

## Idea original[7]

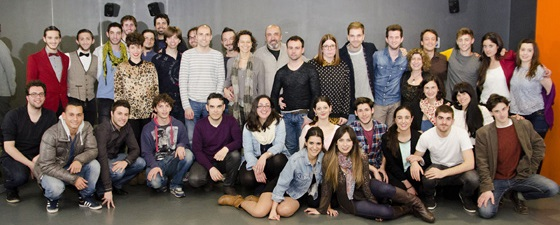
Equip de Per sobre de totes les coses.

La idea inicial d'aquest projecte va ser de Marc Flynn, Peter a l'obra. En Marc, en conèixer aquest musical va decidir portar-lo a Barcelona. En conèixer a l'Anna Herebia, estudiant i actriu de teatre musical igual que ell, i li va ensenyar l'obra. Quan van saber que es representava en el West End de Londres en una versió de petit format van decidir anar-la a veure. En aquell moment van prendre la decisió portar el musical en un teatre de Barcelona com podria ser el teatre Gaudí.
Amb la intenció que algun teatre volgués dur a terme el projecte, Marc Flynn i Anna Herebia, juntament amb Àgata Casanovas i Marc Gómez, van produir una sèrie de vídeos amb fragments de l'obra per tal de presentar-los, formant entre els quatre el grup Madam Teatre. Quan el projecte va arribar en mans del Daniel Anglès, aquest va decidir embarcar-s'hi com a director.

## Àlbum
Es va oferir un sampler de CD d'11 cançons amb el repartiment de Nova York de 2004 a tots els compradors d'entrades durant les actuacions finals de la carrera Off-Broadway. L'àlbum d'estudi complet de Bare, produït per Deborah Lurie i Casey Stone, va ser llançat el 30 d'octubre de 2007 com un conjunt de tres discos CD + DVD. Es va anunciar que la producció del 2012-2013 llançaria un àlbum de repartiment. Això, però, no es va produir a causa del tancament ràpid de la reactivació enmig de les males crítiques i la resposta del públic.

## Adaptació cinematogràfica prevista
El 2 de gener de 2018, es va anunciar que Bare es convertiria en una pel·lícula, dirigida per Kristin Hanggi i produïda per Hillary Butorac Weaver i Janet Billig Rich. Hanggi adaptarà el guió de la pel·lícula. No s'ha fixat cap data de llançament.